# Stefano Orlandi
Stefano Orlandi (1681 – 29 luglio 1760) è stato un pittore italiano, attivo soprattutto a Bologna nella pittura prospettica architettonica e noto per aver dipinto fantasiose tele architettoniche, conosciute come capricci.

## Biografia
Si formò con il padre, Odoardo Orlandi, allievo di Lorenzo Pasinelli. Inizialmente aspirava a diventare uno stuccatore, ma imparò successivamente i rudimenti della pittura da un mediocre pittore locale noto come Antonio Rizzini. Entrò quindi nello studio di Pompeo Aldrovandini, che gli insegnò la quadratura, e con lui si recò a Roma a partire dal 1713, dove completò le scenografie per il teatro Capranica, dipinse la chiesa dei Santi Giovanni e Petronio, collaborando con il figuratore Giuseppe Gambarini, e fu influenzato da Giuseppe Bibiena. Dopo 32 mesi a Roma, e a soli 23 anni, tornò a Bologna, ove lavorò a quadrature con Gioseffo Orsoni, realizzando anche scenografie per i teatri di Lucca e Torino. Strinse collaborazioni con Vittorio Bigari e contribuì a decorare diversi palazzi per la nobiltà e il clero in varie città d'Italia: dipinse lo scalone d'ingresso, un salone e gran parte della quadratura di palazzo Aldrovandi, una galleria di palazzo Ranuzzi, nel Palazzo Pubblico di Faenza e nel Palazzo degli Architi a Milano, nella cappella di San Petronio del cardinale Aldrovandi e per il conte Pellegrini a Verona. A Brescia lavorò con Francesco Monti e dipinse nel Palazzo del Marchese Martinengo e nella Casa Canzago, e in una cappella della chiesa dei Domenicani. Tornato a Bologna, dipinse decorazioni nella chiesa arcivescovile di San Pietro e nell'Oratorio della Vergine della Cintura e nella Cappella dell'Oratorio in San Giacomo Maggiore. Dipinse nella chiesa delle Convertite, una quadratura per la V cappella della chiesa dei Celestini, e per la Cappella Monti nella chiesa del Corpus Domini, e l'Altare di San Vincenzo Ferrer nella Basilica di San Petronio.
Tra le opere conservate al di fuori dall'Italia, si ricorda una tela dal tema particolare raffigurante Una chiesa con sacrifici pagani su un altare in fiamme nella Southampton City Art Gallery in Inghilterra.
In seguito ad un ictus subito nel 1755 fu costretto a letto per quattro anni. Tra i suoi allievi vi furono Gaetano Alemani, Giovanni Zanardi, Paolo Ballarini, Vincenzo Torregiani, Giovanni Paolo Anderlini oltre ai figli Francesco, Stefano Orlandi il giovane e Giovanni Battista Sandoni.